# Мораэс Менезес, Бенедито де
Бенедито де Мораэс Менезес (порт. Benedicto de Moraes Menezes), более известный под итальянским именем Бенедикто Дзаккони (итал. Benedicto Zacconi) (30 октября 1906, Рио-де-Жанейро, Бразилия - 11 февраля 1944, там же) — бразильский футболист, нападающий.

## Биография
Начинал карьеру в клубе «Бразил де Пелотас». В 1927 году он переходит в «Ботафого», с которым выигрывает чемпионаты Рио 1930 и 1932 и уезжает на ЧМ-1930 в Уругвай. После 2-х лет в «Ботафого» и года во «Флуминенсе», за который он сыграл 10 матчей и забил 1 гол, он уезжает играть в Италию — в «Торино», где за два сезона он играет 57 игр, забивая 7 мячей. В 1935 году он переходит в «Лацио», в котором играет 4 сезона, выходя в 110-ти матчах и забив 4 мяча, один из которых в римском дерби.

## Награды и достижения
- Чемпион штата Рио-де-Жанейро: 1930, 1932